# Gabriel Despland
Gabriel Despland (Villars-Lussery, 4 december 1901 - Lausanne, 27 januari 1983) was een Zwitsers politicus voor de Vrijzinnig-Democratische Partij (FDP/PRD) uit het kanton Vaud.

## Biografie

### Afkomst
Gabriel Despland was een kleinzoon van Maurice Despland en Jean Cavat, die beide lid van de Nationale Raad zijn geweest. Hij studeerde dierengeneeskunde in Lausanne en in Bern, waarna hij in Echallens een praktijk opende. Later werd hij burgemeester (syndic) van deze gemeente.

### Politicus
Tussen 1934 en 1944 was hij lid van de Grote Raad van Vaud. Op 22 september 1941 werd hij net zoals zijn grootvaders lid van de Nationale Raad, wat hij bleef tot 1 juni 1943. Een week later, op 8 juni 1943, volgde hij zijn partijgenoot Louis Chamorel op in de Kantonsraad. Hij zetelde er tot 1 december 1944. In 1945 werd hij vervolgens verkozen in de Staatsraad van Vaud, waar hij bevoegd werd voor Openbare Werken. In 1946 kwam daar ook de bevoegdheid van Binnenlandse Zaken bij. Hij zou zetelen in de Staatsraad tot 1961.
Tezelfdertijd combineerde hij zijn kantonnaal ministerschap met een tweede termijn in de Kantonsraad. Op 1 december 1947 maakte hij immers zijn intrede in deze assemblee. Ditmaal zetelde hij twintig jaar in de Kantonsraad, tot hij ontslag nam op 3 december 1967. Tussen 7 december 1959 en 5 december 1960 was hij voorzitter van de Kantonsraad.
Tijdens zijn politieke carrière steunde hij de invoering van het vrouwenstemrecht in Zwitserland, wat op federaal niveau pas op 7 februari 1971 bij wijze van referendum zou worden ingevoerd.

### Trivia
- In het Zwitserse leger was hij kolonel en hoofd van de dierengeneeskundige dienst van het leger.